# Ephraim Levin
Ephraim Levin, född 26 juni 1896 i Hälsingtuna församling, Gävleborgs län, död 20 maj 1986 i Kungsholms församling, Stockholms län, var en svensk friidrottare (häcklöpning, sprint och trestegshopp). Han tävlade för IF Uppsala och Mariebergs IK. Han utsågs 1928 retroaktivt till Stor grabb nummer 29 i friidrott.
Han hade det svenska rekordet på 110 meter häck 1918 till 1921.
Han vann SM-guld på 110 meter häck 1916, 1917 och 1918 samt i trestegshopp 1916 och i stafettlöpning 4x100 meter 1915 och 1916.